# Аверина, Нина Фёдоровна
Ни́на Фёдоровна Аве́рина (род. 17 июня 1935, п. Ильинский, Пермская область) — советский, российский книговед, журналист писатель-краевед, историк пермской книги, поэт.
Автор более 80 различного рода публикаций по истории пермского и уральского книжного дела и истории Перми. Воссоздала полный репертуар опубликованных в Перми книг за два столетия: с 1792 по 1989 годы (свыше 16 тысяч названий), что стало весомым вкладом в репертуар российской книги. Её труд «История Пермской книги» активно используется российскими учёными, специалистами региональных библиотек.
Лауреат конкурса журналистского мастерства имени А. Гайдара.

## Биография
Нина Аверина родилась в с. Ильинское Пермской (в то время — Свердловской) области. Получила специальность преподавателя русского языка и литературы на дневном отделении историко-филологического факультета Пермского университета. После его окончания в 1959 году работала в газете «Красный Север» (г. Салехард), заведовала отделом писем в редакции газеты «Боевой путь» (недоступная ссылка) (г. Александровск), трудилась на Омском областном радио. В 1961 году стала членом Союз журналистов.
Вернувшись в  Пермь, Н. Ф. Аверина работала ответственным секретарём газеты «Пермский университет» (1964–1966).
С 1966 по 1976 годы заведовала читальными залами Центральной городской библиотеки им. А.С. Пушкина. В этот период спектр её научных интересов составили краеведение, история библиотечного дела и пермский период жизни А. И. Герцена.
В 1971 году Н.Ф. Аверина окончила заочное отделение в Ленинградском государственном институте культуры, получив квалификацию "Библиотекарь-библиограф".
Систематически публиковалась в местных газетах, в популярных сборниках Пермского книжного издательства, таких, как “Товарищ студент”, “Молодой человек”, “Современники”, “Княженика”.
В  сентябре 1976 года перешла на работу в Пермский институт культуры старшим лаборантом кафедры библиотековедения и библиографии с правом чтения лекций, а вскоре стала преподавателем кафедры. С первого дня разрабатывала и читала курсы «Книговедение и история книги», «Работа с читателями», "Иллюстрация в детской книге" и др. Вскоре начала руководить студенческим научным кружком по истории книги и вела его почти все двадцать лет работы в институте.
Заочно училась в аспирантуре ЛГИКа на кафедре книговедения. В 1982 году защитила диссертацию на соискание ученой степени кандидата филологических наук по теме: “Демократическое книжное дело Пермской губернии периода разночинского движения (Проблемы книгоиздания, распространения, чтения)”, в 1985 году получила звание доцента. В 1996 году в связи с семейными обстоятельствами вынуждена была выйти на пенсию, а в 2003 году переселиться в Австралию в г. Аделаида.
С 2003 года по настоящее время Н. Ф. Аверина проживает в Австралии в г. Аделаида.

## Научная деятельность
В сферу научных интересов входили проблемы развития провинциальной книги на примере развития книжного дела Пермской губернии и Пермской области, начиная с 1792 года и до современного состояния. Нина Федоровна воссоздала репертуар пермской книги, то есть перечень всех книжных изданий, когда-либо выходивших в свет на территории Пермского края с 1792 по настоящее время, составляющий больше 16 тысяч названий.  Это стало весомым вкладом в репертуар российской книги, ибо ранее провинциальное книгоиздание специалистами игнорировалось как малозначимое и незначительное по количеству, а так называемый полный репертуар российской книги состоял лишь из изданий Москвы и Петербурга. Сегодня труды Авериной по этой теме активно используются книговедами многих краев и областей, а также сотрудниками региональных библиотек.
Воссоздание книжного репертуара началось в процессе работы над диссертацией, но особенно интенсивно продолжилось после её защиты. Одним из результатов этой работы стал очерк «История Пермской книги», которую в 1989 году издало Пермское книжное издательство . Эта работа долгое время была единственной на подобную тему, потому она имеет практическое значение: информация, изложенная в книге, используется в работе многими специалистами региональных библиотек.
Одна из её заслуг — участие почти во всех томах фундаментального издания “Книга в России” (писала главы о книгоиздании Пермской губернии).
Представляла результаты своих исследований на Павленковских чтениях в Санкт-Петербурге, Петряевских чтениях в Кирове, Бирюковских чтениях в Челябинске, Смышляевских чтениях в Перми, а также на всесоюзных и республиканских конференциях.  Главным достижением Н. Ф. Авериной стала не замеченная широким читателем, но тщательно изучаемая специалистами небольшая монография “Воссоздание местных репертуаров дореволюционной провинциальной книги”, изданная в Санкт-Петербурге в 1993 году.
Начиная с 1976 года Н. Ф. Аверина возглавляла Пермскую городскую организацию Всесоюзного общества любителей книги и была её председателем до конца существования этого объединения.
При Областной библиотеке организовала клуб “Пермский библиофил”, курировала работу других клубов, была консультантом Пермского книжного издательства, придумывала новые серии (например, “Литературные памятники Прикамья”), была членом редколлегии альманаха “Уральский библиофил” и т. д.  Несмотря на возраст и отдаленность от Родины, продолжает писать и издавать книги, посвященные истории Перми и деятелям пермской книжной культуры.
Историк В. А. Порозов, обращаясь к её исследованиям А. И. Герцена, назвал Н. Ф. Аверину корифеем пермского краеведения, поставив в один ряд с Б. Н. Назаровским — редактором центральной пермской газеты "Звезда" и "Пермского книжного издательства".

## Награды и звания
- Лауреат конкурса журналистского мастерства имени А. Гайдара.
- Лауреат всероссийского конкурса на лучший труд по книговедению.
- Лауреат конкурса Пермского книжного издательства “Наш автор”.

## Избранные произведения и публикации
- Княженика: Стихи. [Сборник. Ред.-состав. Н. Пермякова] — Пермь: Пермское книж. изд., 1968. — 71 с. — Нина Аверина С.5—10.
- У «Гималаев книг»// Товарищ студент. Пермь: Кн.изд-во, 1971. C. 109—119.
- Революция и библиотеки: К 250-летию Перми // Вечерняя Пермь. 1973. 13 июля.
- Сколько дней был в Перми Герцен? // Вечерняя Пермь. 1976. 5 февраля.
- «Пермь тиха, безмятежна…» (Писатель П. И. Мельников-Печерский и Пермь) // Вечерняя Пермь. 1976. 12 февр.
- Товарищ Песня: сборник / Сост. Н. В. Аверина. Худ. Р. Ш. Багаутдинов. — Пермь : Кн. изд-во, 1978. — 153 с.
- Пермская ссылка Герцена: [ по поводу некоторых коммент.] // Рус. лит. 1978. № 4. С. 162—165.
- Новое о «Пермском сборнике» // Вечерняя Пермь. 1979. 16 ноября.
- Пермские встречи Герцена // Урал. 1980. № 2. С. 164—168.
- Проблемы изучения провинциального читателя второй половины XIX века // Актуальные проблемы культуры и искусства в свете постановления ЦК КПСС «О дальнейшем улучшении идеологической, политико-воспитательной работы» : тез. Второй Всерос. науч.-теорет. конф. аспирантов вузов культуры и искусства / Перм. гос. ин-т культуры. Пермь, 1980. С. 126—128.
- Забытое имя: [Ф. В. Ливанова] // Вечерняя Пермь] 1980. 28 марта.
- Репертуар пермской книги. Можно ли его восстановить? // Вечерняя Пермь. 1980. 20 мая.
- Приглашение к открытиям // В мире книг. — 1981. — № 9. — С. 63. — Рец. на кн. : Павлов, В. А. Рассказы об уральских книгах / В. А. Павлов, А. В. Блюм. — Свердловск, 1980. — 159 с.
- Для всех и для каждого: [о личной б-ке] // Звезда. 1981. 27 нояб.
- Проблема восстановления репертуара пермской книги — действенного средства повышения эффективности и качества обслуживания читателей краеведческой литературой // XXVI съезд КПСС и актуальные проблемы развития культуры и искусства : тез. Третьей Всерос. науч.-теорет. конф. аспирантов вузов культуры и искусств / Урал. гос. консерватория им. М. П. Мусоргского. — Свердловск, 1981. — С. 279—281.
- Демократическое книжное дело Пермской губернии периода разночинского движения (проблема книгоиздания, распространения чтения): автореф. дис. … канд. филол. наук / Ленингр. гос. ин-т культуры им. Н. К. Крупской. Л., 1982. 15 С.
- Роль чтения в формировании политических взглядов прогрессивной части пермских семинаристов в период разночинского движения // История русского читателя / Тр. Ленингр. гос. ин-та культуры им. Н. К. Крупской. Л., 1982. Т. 70. С. 47-63.
- Комсомольская путевка: стихи / Сост. Н. В. Аверина. — Пермь : Кн. изд-во, 1982. — 195 с.
- Забытое имя: [о Ф. В. Ливанове, предполагаемом корреспонденте А. И. Герцена, активном деятеле перм. кн. ] // Урал. 1985. № 7. С. 175—176.
- Проблемы воссоздания истории провинциальной книги // Проблемы книговедения и истории книги: межвуз. сб. науч. тр. / Моск. гос. ин-т культуры. М., 1985. С. 133—140.
- Служить людям: [о Перм. гор. отд-нии Всесоюз. добровол. о-ва любителей кн.] // Вечерняя Пермь. 1985. 12 июля.
- Во славу спорта: стихи / Сост. Н. В. Аверина. Пермь : Кн. изд-во, 1985. 92 с.
- Основные направления и тенденции книгоиздания в Пермской губернии во II половине XIX века // Книжное дело в России во II половине XIX века: сб. науч. тр. Л., 1986. Вып. 2. С. 65-74.
- Пермское книгоиздание за годы советской власти : итоги, тенденции, проблемы, перспективы // Развитие социалистической культуры за годы советской власти и актуальные проблемы культурного строительства : тез. докл. обл. межвуз. науч.-теорет. конф. / Перм. гос. ин-т культуры. Пермь, 1987. С. 113—115.
- У истоков Пермского книгоиздания: загадки, поиски, находки // Уральский библиофил. Пермь, 1987. С. 7-24.
- Беречь исторические памятники // Звезда. 1 августа 1987.
- Литературные памятники Прикамья // Вечерняя Пермь. 8 октября 1987.
- Книжные связи Перми и Вятки в конце XVIII — начале XX века // Первые Петряевские чтения, 1988 : тез. докл. / Киров. обл. науч. б-ка им. А. И. Герцена [и др.]. Киров, 1988. С. 24–25.
- Новые тенденции в Пермском книгоиздании конца XIX — начала XX вв. // Книжное дело в России во II половине XIX века — начале XX века: сб. науч. тр. / Гос. публ. б-ка им. М. Е. Салтыкова-Щедрина. Л., 1988. Вып. 3. С. 120—126.
- Путевые очерки русских писателей о Перми и Прикамье : [вступ. ст.] // В Парме. Пермь : Кн. изд-во, 1988. С. V–XXXII.
- Вечно живые корни // Литературное Прикамье. 1988. 13 июня. С. 7.
- Книги о родном крае // Звезда. 1988.
- В Парме: [ Путевые очерки рус. писателей о Перми и Прикамье] / Сост. Н. В. Аверина. Пермь : Кн. изд-во, 1988. 398 с., ил. (Лит. памятники Прикамья).
- История Пермской книги: очерк. Пермь: Кн. изд-во, 1989. 222 с.
- К проблеме воссоздания полного репертуара местной книги // Книга и книжное дело Сибири : история, современность, перспективы развития: тез. докл. и сообщ. Всесоюз. науч. конф. по проблемам книговедения (23 — 25 окт. 1989 г., г. Новосибирск). Новосибирск, 1989. С. 52-54.
- Книжное дело в провинции: Пермская губерния // Книга в России : 1861—1881 гг. М., 1990. Т. 2. С. 172—184.
- Круг литературных знакомств Д. Д. Смышляева // Смышляевские чтения : тез. сообщ., 12-13 декабря 1990 г. / Перм. обл. универс. б-ка им. А. М. Горького. Пермь, 1990. С. 16-19.
- Книге преданно служить: открытое письмо ко всем представителям культуры по поводу предстоящего 200-летия издательского дела в Прикамье / Н. Ф. Аверина, А. Ф. Старовойтов, А. Г. Зебзеева // Звезда. 28 июня 1990.
- Белые пятна пермского книгоиздания // Пермский край : Старая Пермь (1723—1917 гг.) / сост. Т. И. Быстрых. Пермь, 1992. С. 128—137.
- Книгоиздание Пермской губернии конца XVIII — первой половины XIX века // Художественная культура Пермского края и её связи : материалы науч. конф., 21-24 февраля 1989 г. / Перм. гос. худож. галерея. Пермь, 1992. С. 123—132.
- Старейшая на Урале: [о Перм. тип.] / Сост. Н. В. Аверина. Перм. обл. орг. о-ва «Книга». Пермь, 1992. 112 с.
- Воссоздание местных репертуаров дореволюционной провинциальной книги / Рос. нац. б-ка. СПб., 1993. 82 с.
- История русской книги: метод. материалы и программа курса для студентов библ. фак. / Перм. гос. ин-т искусства и культуры, Каф. библиотековедения. Ижевск : Изд-во Удмурт. ун-та, 1993. 56 с.
- «Личность осталась не выясненной…»: [о Д. Д. Смышляеве] // Вестн. Смышляевских чтений / Перм. гос. обл. б-ка им. А. М. Горького. Пермь, 1994. Вып. 1. С. 17-21.
- А. И. Иконников и его семья — деятели культуры Пермского края второй половины XIX — начала XX века // Страницы прошлого : избр. материалы краевед. Смышляев. чтений в Перми / Перм. гос. обл. универс. б-ка им. А. М. Горького. Пермь, 1995. С. 89-91.
- Двухсотлетний юбилей пермского книгоиздания // Страницы прошлого : избр. материалы краевед. Смышляев. чтений в Перми / Перм. гос. обл. универс. б-ка им. А. М. Горького. Пермь, 1995.
- Ф. М. Решетников и библиотека чиновников Пермской Казенной палаты // История библиотеки — история страны : тез. докл. и сообщ. науч.-практ. конф., посвящ. истории библ. дела в Прикамье, 16 ноября 1994 г. / Перм. гос. обл. универс. б-ка им. А. М. Горького. Пермь, 1995. С. 26-35.
- П. И. Мельников-Печерский и Пермский край // Вестник Смышляевских чтений / Перм. гос. обл. универс. б-ка им. А. М. Горького. Пермь, 1996. Вып. 2. С. 5-11.
- Федор Решетников и судьбы книжных собраний // Библиотека. 1996. № 11. С. 60-63.
- Книжное дело в провинции: Пермская губерния // Книга в России (1881—1895 гг.) / Рос. нац. б-ка. СПб., 1997. С. 229—240.
- Все главное уже свершилось: стихотворение // Библиотека. 1997. № 3. С. 124.
- История пермской книги: Электронное издание. Пермь, 2001.
- Мой листопад: Стихи. Пермь: Реал, 2003. 96 c.
- Веселый городок Егошиха: краевед. очерк. Пермь: Кн. изд-во, 2005. 319 c.
- Пермь в эпоху Модераха: кораевед. очерк. Пермь: Кн. изд-во, 2006. 316 с.
- Ворота в Сибирь: краевед. очерк. Пермь: Кн. изд-во, 2006. 320 c.
- Веселый городок Егошиха: краевед. очерк. Серия «Земля моя русская Пермь». Пермь: Мастер, 2007. 232 c.
- Город счастливых надежд. Серия «Земля моя русская Пермь». Пермь: Мастер, 2008. 222 с.
- Пермская губерния // Книга в России, 1895—1917 гг. СПб.,2008. Т. 3. C. 515—530.
- Провинциальный шедевр и его создатели: к 150-летию «Пермского сборника»// Смышляевский сборник: исследования и материалы по истории и культуре Перми. Пермь, 2009. Вып. 1. C. 196—211.
- Четыре степени любви. Пермь: Пушка. 2010. 288c.
- Не поле перейти: Стихи. Пермь: Пушка, 2011. 299 с.
- Не последняя спица…: Краеведческий очерк. Серия «Земля моя русская Пермь». Пермь: Пушка, 2011. 298 c.
- Восставшая из пепла. Часть 1 : краевед. очерк. Серия «Земля моя русская Пермь». Пермь: Пушка, 2012. 261 c.
- Восставшая из пепла. Часть II : краевед. очерк. Серия «Земля моя русская Пермь». Пермь: Пушка, 2012. 254 c.
- Настоящий город. Часть 1: краевед. очерк. Серия «Земля моя русская Пермь». Пермь: Пушка, 2013. 317 c.
- Настоящий город. Часть II: краевед. очерк. Серия «Земля моя русская Пермь». Пермь: Пушка, 2014. 343 c.
- Челябинску — из Австралии с любовью. Челябинск: Фотохудожник, 2013.190 с.
- Книга: Терминологический словарь / сост. Н. Ф. Аверина. Пермь: Здравствуй, 2014. 287 с.
- Пермские книжники. Пермь: Пушка, 2015. 302 c.[9]
- «О том оставляю каждому судить»: Федор Васильевич Кречетов. Пермь: Пушка, 2017. 351 c.
- Расстрелянный и забытый: Повествование об Иване Петровиче Вороницыне. Пермь: Пушка, 2020.
- Моя Пермь // Пермское землячество. Часть 1. 2018. № 1. C. 44-45; Часть 2. 2018. № 2. C. 40-43.
- Рыцарь фортуны Иван Тревогин. Пермь: Пушка, 2023. 184 с.

См. тж..